# Дейд-Сіті-Норт (Флорида)
Дейд-Сіті-Норт (англ. Dade City North) — переписна місцевість (CDP) в США, в окрузі Паско штату Флорида. Населення — 3002 особи (2020).

## Географія
Дейд-Сіті-Норт розташований за координатами 28°23′3″ пн. ш. 82°11′39″ зх. д. / 28.38417° пн. ш. 82.19417° зх. д. (28.384084, -82.194265).  За даними Бюро перепису населення США в 2010 році переписна місцевість мала площу 4,32 км², з яких 4,31 км² — суходіл та 0,01 км² — водойми.

## Демографія
Згідно з переписом 2010 року, у переписній місцевості мешкало 3113 осіб у 883 домогосподарствах у складі 658 родин. Густота населення становила 720 осіб/км².  Було 1025 помешкань (237/км²).
Расовий склад населення:
| - 49,2 % — білих - 11,9 % — чорних або афроамериканців - 0,8 % — корінних американців - 0,3 % — вихідців з тихоокеанських островів - 0,1 % — азіатів - 35,3 % — осіб інших рас |

До двох чи більше рас належало 2,4 %. Частка іспаномовних становила 63,0 % від усіх жителів.
За віковим діапазоном населення розподілялося таким чином: 34,9 % — особи молодші 18 років, 57,8 % — особи у віці 18—64 років, 7,3 % — особи у віці 65 років та старші. Медіана віку мешканця становила 26,8 року. На 100 осіб жіночої статі у переписній місцевості припадало 107,7 чоловіків;  на 100 жінок у віці від 18 років та старших — 110,6 чоловіків також старших 18 років.
Середній дохід на одне домашнє господарство  становив 37 140 доларів США (медіана — 27 770), а середній дохід на одну сім'ю — 40 581 долар (медіана — 29 703). Медіана доходів становила 29 356 доларів для чоловіків та 24 459 доларів для жінок. За межею бідності перебувало 21,1 % осіб, у тому числі 24,2 % дітей у віці до 18 років та 35,9 % осіб у віці 65 років та старших.
Цивільне працевлаштоване населення становило 1008 осіб. Основні галузі зайнятості: транспорт — 18,1 %, будівництво — 17,2 %, освіта, охорона здоров'я та соціальна допомога — 15,2 %.